# Neunbronn
Neunbronn ist ein Mühlenanwesen im Stadtteil Sulzdorf der Kreisstadt Schwäbisch Hall des gleichnamigen Landkreises im nordöstlichen Baden-Württemberg.

## Geographie
Neunbronn liegt etwa neun Kilometer östlich des Stadtzentrums von Hall und zweieinhalb Kilometer nordöstlich der Dorfmitte von Sulzdorf am Hangfuß eines Fichtenberg genannten Talsporns in einer Nordostschlinge der unteren Bühler, die hier in tief eingeschnittenem Muschelkalktal fließt. Es umfasst zwei Häuser und wenige Nebengebäude in einer recht engen Aue und wird von einer steilen Talsteige erschlossen, die von Hohenstadt herab dem Sporn folgt. Von gegenüber mündet der Binsenwiesenbach aus einer kleinen Klinge, durch welche ein Fußpfad, nach Flussquerung über einen Holzsteg, die andere Bühlertalseite in Richtung Kerleweck ansteigt. Die Talaue – mit Ausnahme des Mühlenanwesens – gehört zum Naturschutzgebiet Unteres Bühlertal.
Etwas talauf des Anwesens liegt der etwa 0,8 ha große, verlandende Neunbronner Stausee, von dem ein Kanal zur Mühle abgeht, und der außer von der Bühler auch von etlichen, heute zumeist unterseeisch austretenden Quellen der Quellgruppe Neunbronn gespeist wird, die kräftig und jahreszeitlich recht konstant schütten. Durch Färbeversuche ist nachgewiesen, dass sie zumindest teilweise aus einer Versickerung eines indirekten rechten Zulaufs der Jagst (Weidenbach nordwestlich von Wallhausen) sowie vom direkten Jagstzufluss Kreuzbach nördlich von Crailsheim gespeist werden, die über 15 Kilometer entfernt sind. Das Wasser, das nach einem Kluftlauf von zwei Wochen und mehr hier wieder zu Tage tritt, muss dazu in beiden Fällen die Jagst unterirdisch gequert haben.

## Geschichte
Neunbronn ist erstmals für das Jahr 1078 belegt, damals schenkte Adelbert von Bielriet es dem Kloster Comburg. Der Name ist wohl den neun Quellen geschuldet, die heute fast alle vom Stausee überflutet sind und die auch den Bau der Mühle nahegelegt haben dürften – wegen der auch winterlichen Schüttung konnte hier noch gemahlen werden, wenn der Fluss selbst gefroren war. Auf beiden Talseiten stand früher eine Burg, auf dem Sporn links bei Hohenstadt die Burg Hohenstein und rechts gegenüber die  Burg Hohenstatt (!) etwas tiefer auf dem fast abgetragenen Umlaufberg einer älteren Schlinge der Bühler, die einst noch weiter nordöstlich ausholte und durch deren abwärtigen Schlingenteil heute der Binsenwiesenbach fließt. Von der Burgruine Hohenstein ist der mehrere Meter in den Fels gehauene Halsgraben gut erhalten und ebenso der Burghügel, während von der Burg Hohenstatt nur noch Schutthäufen übrig sind.
Die Neunbronner Mühle war die erste in der näheren Region, die Strom erzeugte. Sie wurde in den 1980er Jahren vom grünen Kommunalpolitiker und Erfinder Georg Anton Lang (1951–2016) wieder in Betrieb gesetzt.